# Batalla de Drăgășani
La batalla de Drăgășani fue un combate entre las fuerzas otomanas y las rebeldes de la Filikí Etería acaudilladas por Aléxandros Ipsilantis que marcó el fracaso del levantamiento en los Principados del Danubio.

## Antecedentes
El 21 de marzo de 1821, Aléxandros Ipsilantis había penetrado en Moldavia con la connivencia de su hospodar para dirigir el levantamiento contra los otomanos. Tras un lento avance, a comienzos de abril había llegado de Bucarest, a la sazón capital del principado de Valaquia y dominada desde hacía unos días por Tudor Vladimirescu, miembro de la Filikí Etería que, en realidad, pretendía aprovechar la situación para hacerse con el poder en el principado y trataba al tiempo con la Sublime Puerta. Cuando la situación de los rebeldes empeoró por la condena del patriarca de Constantinopla y del zar ruso y la inminente campaña de reconquista otomana, la Filikí Etería secuestró y asesinó a Vladimirescu para asegurarse la retaguardia. Seguidamente, las fuerzas de Ipsilantis, unos dos mil quinientos jinetes, quinientos hombres del Batallón Sagrado —griegos expatriados— y entre tres y cuatro mil infantes, se replegaron a  Râmnicu Vâlcea.

## La batalla

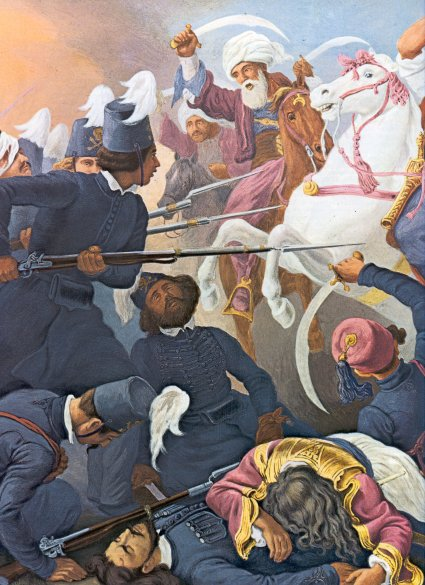
Representación decimonónica de la victoria otomana en Drăgășani.

El 19 de junio, el Batallón Sagrado —quinientos bisoños griegos— y otros quinientos jinetes rodearon a ochocientos otomanos en el pueblo de Drăgășani, al que llegaron tras un día de marcha bajo la lluvia incesante. Vasilios Karavias, responsable de la anterior matanza de turcos y judíos de Galați y jefe del grupo de caballería, convenció a Nikolaos Ipsilantis, que mandaba al Batallón Sagrado, para que no esperase al día siguiente y acometiese de inmediato a los otomanos. Agotados y sin experiencia militar, los bisoños del batallón atacaron a los turcos, cuya caballería los desbarató. Los turcos mataron a cuatrocientos de ellos en apenas unos minutos de combate. Karavias y la caballería abandonaron la lucha e Ipsilantis fue incapaz de detener la desbandada de sus fuerzas.El 29 de junio los griegos volverían a ser derrotados en Sculeni.
La hueste rebelde quedó desbaratada y los hermanos Ipsilantis se refugiaron en Austria.